# Donn Cambern
Donn Cambern (Los Angeles, 9 ottobre 1929 – Burbank, 18 gennaio 2023) è stato un montatore statunitense.

## Biografia
Ottenne una laurea in musica all'Università della California, Los Angeles. Fu residente anche presso l'American Film Institute. I suoi migliori montaggi furono in Easy Rider - Libertà e paura (1969) e All'inseguimento della pietra verde (1984), per il quale fu candidato all'Oscar al miglior montaggio. Lavorò anche nel film L'ultimo spettacolo (1971).
Dopo essere stato informato del fatto che al Motion Picture Editors Guild era necessario un editore, si suggerì Cambern. Cambern è spesso ricordato per la sequenza finale del film Hindenburg (1975), in cui riesce a tenere il soffiaggio di Hindenburg per quasi 10 minuti quando l'effettivo evento sarebbe durato poco più di 37 secondi. Cambern fu eletto come membro dell'American Cinema Editors. Inoltre fu due volte (1990-1994, 1997-1999) vicepresidente del Consiglio dei Governatori per l'Academy of Motion Picture Arts and Sciences. 

## Filmografia
- Excalibur (1981)
- La corsa più pazza d'America (The Cannonball Run), regia di Hal Needham (1981)
- Ghostbusters II (1989)
- Guardia del corpo (1992)